# Ghost of Tsushima
A Ghost of Tsushima egy 2020-as akció-kalandjáték, amelyet Sucker Punch Productions fejlesztett és a Sony Interactive Entertainment adott ki kezdetben PlayStation 4 konzolokra. A játékos Jin Sakai-t irányítja, egy szamurájt, aki küldetésre indul, hogy megvédje Cusima szigetét Japán első mongol inváziója során. A játék az eredeti megjelenést követő évben megjelent PlayStation 5 konzolokra, 2024. május 16-án pedig Windowsra is.

## Játékmenet
A Ghost of Tsushima egy akció-kaland videojáték, amely TPS-ből játszható. A játékos különböző játékbeli lehetőségekkel éri el a kitűzött célokat. Lehetősége van „párbajozásra” is, amely egy közvetlen összecsapás az ellenséggel katanát használva, amellyel halálos csapások sorozatát mérheti az ellenfelekkel szemben. A harc során Jin különböző harci állásokat alkalmazhat az egyes ellenféltípusok ellen:
- Kőállás: a kardforgatók ellen.
- Vízállás: a pajzsosok ellen.
- Szélállás: a lándzsások ellen.
- Holdállás: a nehézpáncélosok ellen.

Később a játékos feloldhatja a „szellemállást”, amely egy ideig sérthetetlenné teszi Jint, és lehetővé teszi, hogy egyetlen ütéssel megölje az ellenséget. Ennek aktiválásához a játékosnak több ellenséget kell legyőznie sérülés nélkül, vagy meg kell ölnie egy mongol vezért. A harc során az ellenség védekezését meg kell törni, amit sikeres kitérésekkel vagy védés utáni ellentámadásokkal lehet elérni. A játékos íjakat is használhat, amelyek különböző típusú nyilakat lőhetnek ki. Bizonyos pontokon Jinnek párbajokat kell vívnia NPC-kkel, akik bossokként viselkednek és egyedi támadási taktikákat és mozdulatsorokat alkalmaznak. Alternatív megoldásként használható a lopakodás amely lehetővé teszi a játékos számára, hogy elkerülje az ellenségeket és csendben lecsapjon rájuk. Jin használhat a lopakodás elősegítéséhez petárdákat és szélharangokat, füstbombákat, kunai tőröket és robbanószereket. Később a játékos fúvócsövet is feloldhat, amely mérgezett nyilakat lő ki. Ezek hatására az áldozatok hallucinálni kezdenek és társaik ellen fordulnak. A játék hatalmas nyílt világot kínál, amelyet a játékos felfedezhet a szél irányát követve. Cusima három szigete fokozatosan válik elérhetővé a játék előrehaladtával. Először Izuhara nyílik meg, majd Totoyama és végül Kamiagata. A játékosok lóháton utazhatnak Cusima különböző részeire, és használhatják a kampókötelet, hogy elérjék a nehezen megközelíthető területeket. Az inari imakövek apró talizmánokkal ajándékozzák meg a játékosokat, a bambuszgyakorlók növelik elszántságukat, a hőforrásokban megmerítkezve Jin életereje növekszik. Haiku írással fejfedőket szerezhetnek, a Becsület Oszlopainál régi kardokhoz juthatnak hozzá, amelyek ebben az esetben csak kozmetikai bónuszokat jelentenek. A játék mellékküldetéseket és NPC-ket tartalmaz, akikkel a játékosok interakcióba léphetnek. A játékosok Mongolok által uralt falvakat és táborokat is felszabadíthatják, ha eltüntetik az összes ott állomásozó ellenséget. A harci állások akkor válnak elérhetővé, miután Jin megfigyelte vagy megölte a mongol vezetőket. A mellékküldetések teljesítése vagy az NPC-k segítése kisebb amuletteket és ajándékokat ad a játékosoknak, amelyeket oltároknál gyűjthetnek össze. Különösen a misztikus küldetések teljesítése egyedi páncélokat és speciális harci technikákat old fel. Minden páncélkészlet különböző tulajdonságokkal rendelkezik, amelyek különféle előnyöket biztosítanak a harcok során. A legtöbb páncél- és ruhakészlet fejleszthető a játék világában található anyagok összegyűjtésével. Jin megjelenése továbbra is testreszabható maszkokkal, sisakokkal és fejpántokkal.

### Többjátékos mód
A Ghost of Tsushima: Legends című többjátékos mód 2020 végén jelent meg, amelyet a japán népmesék és mítoszok világa inspirált. Négy egyedi osztály közül lehet választani – Szamuráj, Vadász, Ronin vagy Orgyilkos. A játékosok teljesíthetnek küldetéseket új felszerelések és megjelenési kiegészítők feloldásához. Minden küldetés nehézségi skálája a bronztól az ezüstig és az aranyig terjed – minél magasabb a küldetés nehézsége, annál nagyobb erejű és ritkaságú felszerelést szerezhetnek jutalmul. A játékosok végigjátszhatnak egy heti rémálom nehézségű kihívást speciális módosítókkal, hogy még nagyobb jutalmat nyerjenek. A játékosok új technikákat, jutalmakat és osztályképességeket oldhatnak fel tapasztalatszerzés közben. Keverhetik és párosíthatják a technikákat, jutalmakat és képességeket az egyes osztályokon belül, hogy a kedvenc játékstílusukra építsenek, és maximalizálják harci hatékonyságukat. A Ki a játékos erőszintjét jelzi, és a megszerzett felszerelés határozza meg a nagyságát. A játékosok magasabb nehézségű küldetéseket teljesíthetnek, hogy egyre ritkább felszereléseket oldjanak fel, és ezeket használva növelhetik a Ki-szintjüket. A Becsület, Esszencia és Áldás olyan nyersanyagok, amelyeket a Legends aktivitásaival gyűjthetnek a játékosok. Ezek a nyersanyagok felhasználhatók képességek és extrák feloldásához a képzettségfákon, a napi kihívások újrakeveréséhez, valamint fegyverek és felszerelések újrakovácsolásához új statisztikákkal és képességekkel. A Legends több játékmódot is tartalmaz:
- Történeti küldetések: Történet módban két játékos közösen teljesítheti a narrált küldetéseket és célokat. A játék előrehaladtával a játékosok új nehézségi szinteket, új célokat és jutalmakat oldhatnak fel.
- Túlélő: Túlélő módban négy játékos dolgozhat együtt, és harcolhat 15 hullámnyi ellenséggel.
- Riválisok: Rivális módban két, két játékosból álló csapatnak kell versenyeznie egymás ellen a túlélő módban. A játékosok minden legyőzött ellenféllel magatamát gyűjtenek, amellyel kárt okozhatnak a másik csapatnak. Ha elég magatamát költenek el, megnyitják a végső helytállás hullámokat. A győzelemhez teljesíteni kell ezeket a rivális csapat előtt.

## Cselekmény
|  | Alább a cselekmény részletei következnek! |

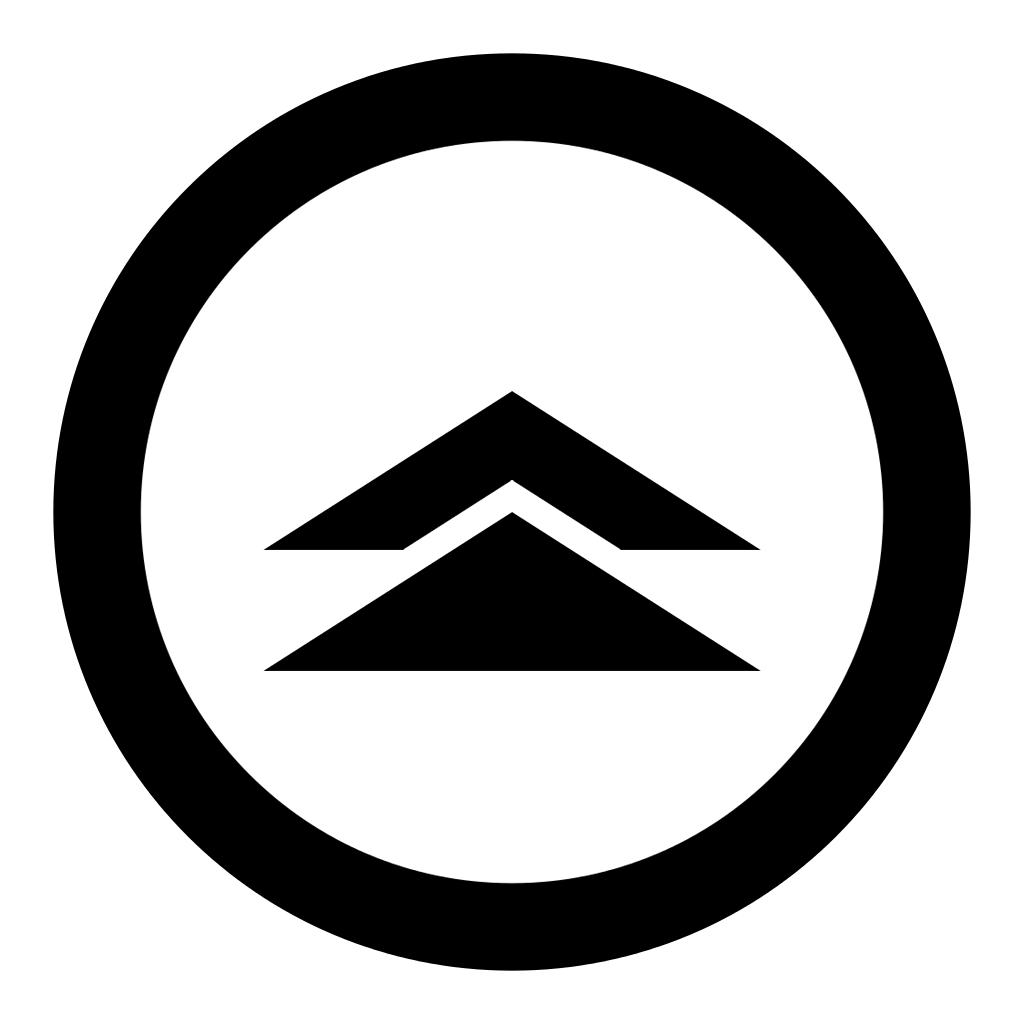
A Sakai klán szimbóluma a játékban.

1274-ben Khotun Khan vezetésével mongol flotta támadja meg a japán Cusima szigetét. A jitō, Shimura nagyúr, és unokaöccse, Jin Sakai a sziget öt nagy családjának (Shimura klán, Sakai klán, Adachi klán, Nagao klán és Kikuchi klán) vezetésével próbálja visszaverni a támadókat, akik Komoda partján szállnak partra. Azonban a csata katasztrófába torkollik, mivel a szamurájokat a mongolok erősebb fegyvereikkel legyőzik, Shimurát elfogják, Jint pedig súlyosan megsebesítik és halottnak hiszik. Jinre Yuna, a fosztogató lány talál rá, aki elmondja neki, hogy az egész sziget a támadók kezére került. Jin megrohamozza Khotun erődítményét, a Kaneda kastélyt, hogy megmentse Shimurát, de Khotun legyőzi őt, és ledobja a kastély hidjáról. Miután Jin rájön, hogy nem képes egyedül és hagyományos szamuráj taktikákkal legyőzni a mongolokat, szövetségeseket toboroz és gerillaharci taktikákat tanul Yunától. Yuna mellett felkéri fosztogatólány testvérét Takát a kovácsot, a sake kereskedőt és csaló Kenjit, az íjász Sadanobu Ishikawát, a női szamuráj Masako Adachit, valamint zsoldos barátját, Ryuzót és Ryuzo szalmakalapos róninjait. Ahogy Jin megzavarja a mongolok tevékenységét és felszabadítja a falvakat, a szigetlakók "Szellemként" kezdik tisztelni őt, egy szamuráj szellemeként, aki a mongolok ellen küzd. Taka készít Jinnek egy kampókötél eszközt, amellyel felmászhat a Kaneda kastély falaira, és Jin a szövetségeseivel megtámadja a helyszínt. A háborús körülmények miatt elnyomott és éhező Ryuzo és a Szalmakalaposok elárulják Jint, hogy begyűjtsék a Khotun által kiírt vérdíjat. Jin visszaveri őket, kiszabadítja Shimurát, és visszafoglalja a Kaneda kastélyt. Bár győztek, Khotun már elhagyta a helyet, hogy meghódítsa Shimura kastélyát Ryuzóval. Jin felkéri Noriót, Norio harcos szerzeteseit és a megszégyenült Yarikawa családot, hogy visszafoglalják Shimura kastélyát. Emellett a helyi kalózt, Gorót is toborozza Shimura nevében, hogy elvigye a kérést a toborzásról és a Sógunhoz intézett kérvényt, hogy őt fogadja örökbefogadott fiaként. Egy új hadsereg összeállítása után Jin visszaszerzi családja ősrégi páncélját a Sakai család gondnokától, Yurikótól, aki megmutatja neki, hogyan készíthet halálos mérget. Shimura parancsára Jin és Taka megpróbálnak behatolni egy erődbe, ahol Ryuzo tartózkodik, de csapdába esnek és elfogják őket Khotun emberei. Mikor Jin visszautasítja, hogy megadja magát Khotun uralmának, Khotun azt követeli, hogy Taka ölje meg őt, cserébe a szabadságáért. Taka azonban rátámad Khotunra, de ő elkerüli a támadást és lefejezi őt. Jin ezután Yuna segítségével megszökik. A Sógun erősítései megérkeznek, és Shimura vezetésével az összegyűlt hadsereg támadást indít a Shimura kastély ellen, visszaszorítva a mongolokat a belső várba. Ahogy a mongolok visszavonulnak, robbanószereket aktiválnak a hídon, amely a belső udvarra vezet, hatalmas veszteségeket okozva a támadó szamurájoknak. Mivel tudja, hogy egy újabb frontális támadás csak további veszteségekkel járna, Jin úgy dönt, hogy titokban behatol a várba, hogy mérget juttasson a mongolok kumiszába, és megöli Ryuzót. Azonban ismét elszalasztja Khotunt, aki északra vonult egy erődbe. Bár a kastélyt sikerül elfoglalni anélkül, hogy további veszteségek érik a szamurájokat, Shimura dühös Jinre, mivel cselekedetei megsértették a szamuráj becsületkódexet. Jin visszavágással válaszol, bírálva a kódex hatástalanságát a tisztességtelen mongolokkal szemben. Mivel tudja, hogy a Sógun halálra ítélné őt árulásért, Shimura arra ösztönzi őt, hogy használja Yunát bűnbakként, de Jin visszautasítja ezt, és elfogadja "A Szellem" személyiségét. Shimura sajnálkozva elrendeli Jin letartóztatását. Jin szövetségesei hűségesek maradnak hozzá, és segítenek neki megszökni a fogságból, de a lovát halálos nyílvesszők érik a szökés során. Jin északra utazik, és megtudja, hogy a mongolok megtanulták előállítani a mérget, amelyet a japán szárazföld elleni támadásuk során kívánnak használni. Mielőtt összegyűjtené szövetségeseit és támadást indítana Khotun végső erődjére, Izumi kikötőjére, Jin üzenetet hagy Shimura számára a kastélyában, hogy csatlakozzon a szamurájokkal folytatott erőfeszítéshez, amit Shimura meg is tesz. A mongol erők nagy része elterelődik, Jin behatol a kikötőbe, és megöli Khotunt a hajóhadán. Khotun halálával a mongol invázió veszít lendületéből, és az események a szamurájok javára fordulnak. Shimura tájékoztatja Jint, hogy a Sógun veszélyesnek tartja őt a sziget stabilitására és a nép engedelmességének fenntartására nézve. Közli, hogy a Sógun feloszlatta a Sakai klánt, és elrendelte, hogy Shimura ölje meg Jint. Ahogy mindketten visszaemlékeznek, mit vesztettek el, Jin és Shimura vonakodva párbajra kelnek egymással, amiből Jin kerül ki győztesként. Jin dönthet úgy, hogy megöli Shimurát, hogy megfelelő harcos halált haljon, vagy elhagyhatja a szamurájkódexet, és megkegyelmezhet neki. Bármelyik döntést is hozza, Jin a Sógun ellenségévé válik, de továbbra is védi a földet a megmaradt mongoloktól és banditáktól.
|  | Itt a vége a cselekmény részletezésének! |

## Fejlesztés
A Ghost of Tsushima fejlesztését a Sucker Punch Productions végezte, amelynek személyzete a fejlesztés idején 160 főből állt. A játék fejlesztése 2014-ben kezdődött, miután a stúdió befejezte az Infamous Second Son és annak kiegészítőjét, a First Light-ot. Miután kilenc évet dolgoztak az Infamous sorozaton, a stúdió úgy érezte, ideje valami újat alkotni. A koncepció fázisában a stúdió úgy döntött, hogy egy nyílt világú játékot készítenek, amelyben nagy hangsúly kerül a közelharcra. Mielőtt a feudális Japán mellett döntöttek volna, a Sucker Punch több más helyszínt és témát is mérlegelt, például kalózokat, a skót betyár Rob Roy MacGregort, és a Három Muskétást. Később találtak egy történelmi beszámolót a mongolok 1274-es Cusima-i inváziójáról, és "az egész elképzelés a helyére került". 2020-ban egy prototípus szivárgott ki a Sucker Punch egyik törölt projektjéről, a Prophecy-ről, amely egy steampunk világban játszódott, és olyan játékelemeket tartalmazott, amelyek később a Ghost of Tsushima-ban is megjelentek. A Sucker Punch hat éven át dolgozott a játékon, ami a stúdió eddigi leghosszabb fejlesztési ideje volt. A játék fejlesztése 2020. június 22-én fejeződött be, és a Sucker Punch megerősítette, hogy a játék arany státuszt kapott, ami azt jelenti, hogy a megjelenésre kész. Nate Fox volt a játék rendezője, míg Jason Connell volt a kreatív rendező és művészeti vezető.

## Iki Island kiegészítő
A kiegészítő Iki szigetére kalauzolja el Jint. A történet szerint a szamuráj rájön, hogy egy rejtélyes mongol törzs fészkelte be magát a területre, és vezetőjük, Ankhsar Khatun minden eddiginél nagyobb fenyegetést jelent. Jin tehát kénytelen elutazni a szigetre, szembenézni korábbi félelmeivel és traumáival, valamint megismerni a Sakai klán múltját. Iki nem olyan, mint Cusima: egy fosztogatók és bűnözők által lakott terepre tévedünk, amit már évtizedek óta nem óvnak a szamurájok.

## Fogadtatás
| Összegzőoldal | Értékelés                             |
| ------------- | ------------------------------------- |
| Metacritic    | (PS4) 83/100 (PS5) 87/100 (PC) 89/100 |

| Szerző        | Értékelés |
| ------------- | --------- |
| Destructoid   | 9.5/10    |
| Famicú        | 40/40     |
| Game Informer | 9.5/10    |
| GameSpot      | 7/10      |
| GamesRadar+   | 4.5/5     |
| IGN           | 9/10      |
| The Guardian  | 3/5       |
| USgamer       | 4/5       |
| VentureBeat   | 85/100    |
| VG247         | 3/5       |

A Ghost of Tsushima "általánosan kedvező" értékeléseket kapott a kritikusoktól, a Metacritic értékelése szerint.
A Ghost of Tsushima összesen 40 pontot kapott a japán videojáték magazin, a Famicú négy szerkesztőjétől.
A játék elismerést kapott Nagosi Tosihirótól, a Yakuza sorozat rendezőjétől is, aki dicsérte Jint, a játék főhősét. Hozzátette, hogy a japán stúdiók valószínűleg nem hagynának jóvá egy olyan játékot, amelyben egy középkorú férfi a főszereplő, marketing okokból.

## Díjak, elismerések
| Év   | Díj                           | Kategória                                          | Eredmények | Forrás        |
| ---- | ----------------------------- | -------------------------------------------------- | ---------- | ------------- |
| 2020 | The Game Awards               | Legjobb vizuális élmény                            | Elnyerte   | [ 31 ]        |
| 2020 | The Game Awards               | Játékosok év játéka                                | Elnyerte   | [ 31 ]        |
| 2020 | The Game Awards               | Az év játéka                                       | Jelölve    | [ 31 ]        |
| 2020 | The Game Awards               | Legjobb rendezés                                   | Jelölve    | [ 31 ]        |
| 2020 | The Game Awards               | Legjobb történet                                   | Jelölve    | [ 31 ]        |
| 2020 | The Game Awards               | Legjobb alakítás (Daisuke Tsuji)                   | Jelölve    | [ 31 ]        |
| 2020 | The Game Awards               | Legjobb audiovizuális élmény                       | Jelölve    | [ 31 ]        |
| 2020 | The Game Awards               | Legjobb akció/kaland játék                         | Jelölve    | [ 31 ]        |
| 2020 | Golden Joystick Awards        | Az év PlayStation játéka                           | Jelölve    | [ 32 ] [ 33 ] |
| 2020 | Golden Joystick Awards        | Legjobb hang                                       | Jelölve    | [ 32 ] [ 33 ] |
| 2020 | Golden Joystick Awards        | Legjobb történetmesélés                            | Jelölve    | [ 32 ] [ 33 ] |
| 2020 | Golden Joystick Awards        | Legjobb vizuális dizájn                            | Jelölve    | [ 32 ] [ 33 ] |
| 2020 | Golden Joystick Awards        | Az év stúdiója                                     | Jelölve    | [ 32 ] [ 33 ] |
| 2020 | Titanium Awards               | Legjobb narratív dizájn                            | Jelölve    | [ 34 ]        |
| 2020 | Titanium Awards               | Legjobb vizuális dizájn                            | Jelölve    | [ 34 ]        |
| 2021 | D.I.C.E. Awards               | Az év kalandjátéka                                 | Elnyerte   | [ 35 ] [ 36 ] |
| 2021 | D.I.C.E. Awards               | Kiemelkedő művészeti rendezés                      | Elnyerte   | [ 35 ] [ 36 ] |
| 2021 | D.I.C.E. Awards               | Kiemelkedő teljesítmény audiovizualitásban         | Elnyerte   | [ 35 ] [ 36 ] |
| 2021 | D.I.C.E. Awards               | Kiemelkedő eredeti zene                            | Elnyerte   | [ 35 ] [ 36 ] |
| 2021 | D.I.C.E. Awards               | Az év játéka                                       | Jelölve    | [ 35 ] [ 36 ] |
| 2021 | D.I.C.E. Awards               | Az év online játéka                                | Jelölve    | [ 35 ] [ 36 ] |
| 2021 | D.I.C.E. Awards               | Kiemelkedő teljesítmény játékdizájnban             | Jelölve    | [ 35 ] [ 36 ] |
| 2021 | D.I.C.E. Awards               | Kiemelkedő játéktervezés                           | Jelölve    | [ 35 ] [ 36 ] |
| 2021 | D.I.C.E. Awards               | Kiemelkedő történet                                | Jelölve    | [ 35 ] [ 36 ] |
| 2021 | D.I.C.E. Awards               | Kimagasló technikai teljesítmény                   | Jelölve    | [ 35 ] [ 36 ] |
| 2021 | Visual Effects Society Awards | Kimagasló vizuális effektek valós idejű projektben | Elnyerte   | [ 37 ] [ 38 ] |
| 2021 | Visual Effects Society Awards | Kimagasló virtuális operatőri munka CG projektben  | Jelölve    | [ 37 ] [ 38 ] |
| 2021 | British Academy Games Awards  | Legjobb hangteljesítmény                           | Elnyerte   | [ 39 ] [ 40 ] |
| 2021 | British Academy Games Awards  | Legjobb játék                                      | Jelölve    | [ 39 ] [ 40 ] |
| 2021 | British Academy Games Awards  | Legjobb művészeti teljesítmény                     | Jelölve    | [ 39 ] [ 40 ] |
| 2021 | British Academy Games Awards  | Legjobb dizájn                                     | Jelölve    | [ 39 ] [ 40 ] |
| 2021 | British Academy Games Awards  | Legjobb multiplayer                                | Jelölve    | [ 39 ] [ 40 ] |
| 2021 | British Academy Games Awards  | Legjobb zene                                       | Jelölve    | [ 39 ] [ 40 ] |
| 2021 | British Academy Games Awards  | Legjobb történet                                   | Jelölve    | [ 39 ] [ 40 ] |
| 2021 | British Academy Games Awards  | Legjobb eredeti alkotás                            | Jelölve    | [ 39 ] [ 40 ] |
| 2021 | British Academy Games Awards  | Legjobb főszereplő (Daisuke Tsuji)                 | Jelölve    | [ 39 ] [ 40 ] |
| 2021 | British Academy Games Awards  | Legjobb mellékszereplő (Gallagher)                 | Jelölve    | [ 39 ] [ 40 ] |
| 2021 | British Academy Games Awards  | EE Év Játéka                                       | Jelölve    | [ 39 ] [ 40 ] |
| 2021 | Game Developers Choice Awards | Legjobb vizuális alkotás                           | Elnyerte   | [ 41 ]        |
| 2021 | Game Developers Choice Awards | Az év játéka                                       | Jelölve    | [ 41 ]        |
| 2021 | Game Developers Choice Awards | Legjobb hang                                       | Jelölve    | [ 41 ]        |
| 2021 | Game Developers Choice Awards | Legjobb dizájn                                     | Jelölve    | [ 41 ]        |
| 2021 | Game Developers Choice Awards | Legjobb történet                                   | Jelölve    | [ 41 ]        |
| 2021 | Game Developers Choice Awards | Legjobb technológia                                | Jelölve    | [ 41 ]        |
| 2021 | Japan Game Awards             | Fődíj                                              | Elnyerte   | [ 42 ]        |
| 2021 | Japan Game Awards             | Kiválósági díj                                     | Elnyerte   | [ 42 ]        |
| 2021 | Japan Game Awards             | Játéktervezők Díja                                 | Második    | [ 42 ]        |
| 2021 | Golden Joystick Awards        | Legjobb kiegészítő                                 | Elnyerte   | [ 43 ]        |
| 2024 | The Steam Awards              | A legjobb játék, amiben béna vagy                  | Jelölve    | [ 44 ]        |
| 2024 | The Steam Awards              | Kiemelkedően történetgazdag játék                  | Jelölve    | [ 44 ]        |

## Fordítás
Ez a szócikk részben vagy egészben  a   Ghost of Tsushima című angol Wikipédia-szócikk ezen változatának fordításán alapul.  Az eredeti cikk szerkesztőit annak laptörténete sorolja fel. Ez a jelzés csupán a megfogalmazás eredetét és a szerzői jogokat jelzi, nem szolgál a cikkben szereplő információk forrásmegjelöléseként.